# Igor Kollár
Igor Kollár (* 26. Juni 1965 in Žiar nad Hronom) ist ein ehemaliger slowakischer Leichtathlet, der bis 1992 für die Tschechoslowakei im Gehen antrat. Bei Weltmeisterschaften konnte er sich dreimal unter den besten acht Athleten platzieren.

## Sportliche Karriere
Igor Kollár startete für Dukla Banská Bystrica. 1992 war er der letzte Landesmeister der Tschechoslowakei im 20-km-Gehen. Von 1993 bis 1996 sowie 1998 war er slowakischer Meister im 20-km-Gehen, 1999 siegte er im 50-km-Gehen.
1991 bei den Weltmeisterschaften in Tokio wurde die Tschechoslowakei über 20 Kilometer durch die drei Slowaken Pavol Blažek, Roman Mrázek und Igor Kollár vertreten. Kollár war als 13. bester Geher, Mrázek wurde 15. und Blažek 17. Ende Februar 1992 bei den Halleneuropameisterschaften in Genua erreichte Kollár den fünften Platz im 5000-Meter-Bahngehen. Im Sommer 1992 bei den Olympischen Spielen in Barcelona vertraten Pavol Blažek, Igor Kollár und Ján Záhončík die Tschechoslowakei über 20 Kilometer. Alle drei erreichten das Ziel, Kollár überschritt die Ziellinie als 19.
Nach der Trennung der Tschechoslowakei Anfang 1993 bildeten bei den Weltmeisterschaften 1993 in Stuttgart Igor Kollár, Pavol Blažek und Jozef Pribilinec das slowakische Team über 20 Kilometer. Kollár belegte als bester Slowake den achten Platz. Ein Jahr später bei den Europameisterschaften in Helsinki erreichte Kollár den siebten Rang. 1995 bei den Weltmeisterschaften in Göteborg kam Kollár als Achter ins Ziel. Nachdem er in den Jahren zuvor jeweils eine vordere Platzierung erreicht hatte, wurde er bei den Olympischen Spielen 1996 in Atlanta disqualifiziert. Róbert Valíček war als 37. bester Slowake.
1997 bei den Weltmeisterschaften in Athen erreichte Kollár als 13. das Ziel und rückte nachträglich wegen der Doping-Disqualifikation des Spaniers Daniel Plaza auf den 12. Platz vor. 1998 bei den Europameisterschaften in Budapest wurde Kollár als bester Slowake 15. und lag zwei Plätze vor Róbert Valíček. Im Jahr darauf war Kollár bei den Weltmeisterschaften In Sevilla für beide Geher-Wettbewerbe gemeldet, trat aber nur über 20 Kilometer an. Als drittbester Europäer belegte er den sechsten Platz. In seinem letzten großen Wettbewerb bei den Olympischen Spielen in Sydney kam Kollár als 31. in die Wertung.